# Episodi di Grani di pepe (nona stagione)
La nona stagione della serie televisiva Grani di pepe è stata trasmessa in Germania dall'8 ottobre 2012 sul canale Das Erste.
In Italia la nona stagione è stata trasmessa in prima visione dal 15 novembre 2015 su Rai Gulp.
| N° | Titolo originale           | Titolo italiano          | Prima TV Germania | Prima TV Italia  |
| -- | -------------------------- | ------------------------ | ----------------- | ---------------- |
| 1  | Aller Anfang ist schwer    | La nuova arrivata        | 8 ottobre 2012    | 15 novembre 2015 |
| 2  | Das Spinnennetz            | La tela del ragno        | 8 ottobre 2012    | 16 novembre 2015 |
| 3  | Ninas Geheimnis            | Il segreto di Nina       | 9 ottobre 2012    | 17 novembre 2015 |
| 4  | Sneakerfieber              | Sneaker-Mania            | 9 ottobre 2012    | 18 novembre 2015 |
| 5  | Versklavt                  | Schiave                  | 10 ottobre 2012   | 19 novembre 2015 |
| 6  | Cybermobbing               | Cyberbullismo            | 10 ottobre 2012   | 20 novembre 2015 |
| 7  | Die Kiste aus Afrika       | La cassa africana        | 11 ottobre 2012   | 21 novembre 2015 |
| 8  | Gefährliche Downloads      | Il pirata timido         | 11 ottobre 2012   | 22 novembre 2015 |
| 9  | Oma Leni in Not            | Per qualche birra in più | 12 ottobre 2012   | 23 novembre 2015 |
| 10 | Diebstahl im Krankenhaus   | La collana di famiglia   | 12 ottobre 2012   | 24 novembre 2015 |
| 11 | Ein Fall für den Gentleman | Il campione di boxe      | 12 ottobre 2012   | 25 novembre 2015 |
| 12 | Hortensienschneider        | Il ladro di ortensie     | 12 ottobre 2012   | 26 novembre 2015 |
| 13 | Strahlender Tee            | Tè radioattivo           | 12 ottobre 2012   | 27 novembre 2015 |

## La nuova arrivata
- Scritto da: Anja Jabs
- Diretto da: Andrea Katzenberger

## La tela del ragno
- Scritto da: Anja Jabs
- Diretto da: Andrea Katzenberger

## Il segreto di Nina
- Scritto da: Anja Jabs
- Diretto da: Andrea Katzenberger

## Sneaker-Mania
- Scritto da: Jörg Reiter
- Diretto da: Klaus Wirbitzky

## Schiave
- Scritto da: Jörg Reiter
- Diretto da: Klaus Wirbitzky

## Cyberbullismo
- Scritto da: Anja Jabs
- Diretto da: Klaus Wirbitzky

## La cassa africana
- Scritto da: Andrea Katzenberger
- Diretto da: Andrea Katzenberger

## Il pirata timido
- Scritto da: Jörg Reiter
- Diretto da: Stephan Rick

## Per qualche birra in più
- Scritto da: Jörg Reiter
- Diretto da: Stephan Rick

## La collana di famiglia
- Scritto da: Andrea Katzenberger
- Diretto da: Stephan Rick

## Il campione di boxe
- Scritto da: Katja Kittendorf
- Diretto da: Klaus Wirbitzky

## Il ladro di ortensie
- Scritto da: Katharina Mestre
- Diretto da: Klaus Wirbitzky

## Tè radioattivo
- Scritto da: Katharina Mestre
- Diretto da: Klaus Wirbitzky